# Szeged–Kötegyán-vasútvonal
A MÁV 135. számú Szeged–Kötegyán-vasútvonala 97 kilométer hosszú, – a Szeged-Rókus és Baktó elágazás, valamint a Sártó elágazás és Kopáncs közötti szakaszok kivételével – egyvágányú, nem villamosított vasúti fővonal a Dél-Alföldön. A Körös–Maros közét keresztben átszelő vasutat 1870-ben adták át az Alföld–Fiumei Vasúttársaság Nagyvárad–Békéscsaba–Szeged–Szabadka–Zombor–Eszék vonalának részeként, de már 1884-ben a Magyar Királyi Államvasutak tulajdonába került a magántársaság államosításával. Építésének célja az Alföld és a fiumei kikötő közötti vasúti kapcsolat megteremtése volt Budapest elkerülésével, így fontos fővonali szerepe volt a magyar vasúthálózatban.
A trianoni békeszerződés elvágta a vonalat mind Nagyvárad, mind Eszék felé. A Magyarországon maradt vonalrészek ma a 136-os (Szeged–Röszke) 135-ös (Szeged–Békéscsaba) és 128-as (Békéscsaba–Kötegyán) vonalakhoz tartoznak. A Szeged–Békéscsaba-vasútvonalnak térségi összekötő szerepe erősödött a későbbiekben, napjainkban belföldi törzshálózati vonalként van nyilvántartva. Számos mellékvonal csatlakozik hozzá, Hódmezővásárhely és Orosháza fontos csomópontok. Régebben több helyen csatlakoztak hozzá kisvasúti vonalak is, melyek jellemzően áruszállítási feladatokat láttak el, de ezek mára már megszűntek.
A vasútvonal több korszerűsítésen átesett építése óta: a legutóbbi nagyszabású átépítési munkák az 1970-es és 1980-as években történtek meg. Manapság a pályafelújítások célja az egységes 80 km/h sebesség elérése hézagmentesített (hegesztett sínes) pálya kialakításával. A vonalon ütemes menetrend van érvényben, a személyszállító vonatokat 2020 novemberéig MÁV 6341 sorozatszámú motorvonatok alkották. Azóta újra az MÁV M41-es dízelmozdony által vontatott szerelvények járnak. Rendszeres a teherforgalom is, valamint 2021 óta erre közlekedik a Szeged–Hódmezővásárhely tram-train.

## Története

### Tervek a vasút építésére
A mai Szeged–Békéscsaba vasútvonal az Alföld–Fiumei Vasút részeként épült ki, Nagyvárad–Békéscsaba–Szeged–Szabadka–Eszék viszonylatban. Az Alföld összekötése a tengerparti kikötőkkel már a 19. század közepén felmerült a vasútépítési tervekben. A jó minőségű magyar búza exportja jó üzletet jelentett, viszont nem volt a térségben jól kiépült úthálózat, a vízi szállítás is körülményes volt az ingadozó vízjárású folyók miatt. Az 1843. évi országgyűlés által elfogadott vasútfejlesztési terv Eszék-Szeged, míg az osztrák vasúthálózat 1851-es fejlesztési terve Pécs-Mohács-Szeged összeköttetéssel számolt. A további Szeged-Békéscsaba vonal építésének terve 1861-ben jelent meg először az Országos Magyar Gazdasági Egyesület vasútfejlesztési tervében. Az egyesület felkarolta az alföldi vasút ügyét.
1862. szeptember 29-én négy Békés- illetve Csongrád vármegyei nagybirtokos, báró Wenckheim Béla, báró Eötvös József, gróf Károlyi Sándor és Trefort Ágoston előmunkálati engedélyt kapott a Helytartótanácstól új Békés vármegyei vasútvonal építésére. Az engedély két lehetséges nyomvonalat jelölt meg: Mezőtúrtól vagy Gyomától Szarvason és Orosházán át a Tiszáig, vagy Békéscsaba és Szeged között Orosháza és Hódmezővásárhely érintésével.
Az alföldi vasút ügyében az első tanácskozást 1862. november 23-án tartották Budapesten, melyen részt vettek a politikai és gazdasági élet szereplői valamint a térség városainak képviselői. Jelen volt többek között báró Eötvös József, Trefort Ágoston, Hollán Ernő, gróf Zichy Ferenc, gróf Károlyi György, gróf Károlyi Sándor, báró Wenckheim Béla, gróf Wenckheim Rudolf, valamint Baja, Csaba, Hódmezővásárhely, Kiszombor, Komlós, Makó, Orosháza, Szabadka, Nagyszalonta, Szarvas, Szeged, Szentes, Zombor képviselői. A tanácskozás vezérszónoka Trefort Ágoston volt, aki később is elkötelezetten kiállt a vasút ügye mellett.
A tanácskozáson a Békés megyei Gazdasági Egyesület javaslatot tett a vasút nyomvonalára Csaba-Orosháza-Hódmezővásárhely-Szeged-Szabadka útiránnyal. A vonal Szabadka után a már meglévő Pécs–Mohács-vonalhoz csatlakozott volna, Pécstől Kanizsán keresztül lett volna összeköttetése a fiumei vonallal. Az egybegyűltek megegyeztek egy 16 tagú állandó bizottság felállításáról, mely az építkezést előkészíti. A bizottság elnökének gróf Károlyi Györgyöt, alelnökének Trefort Ágostont választották. A települések képviselői pénzügyi felajánlásokat tettek, többen gyalognapszámmal járultak hozzá az építkezéshez. Szabadka városa felajánlotta a már korábban tervezett Szeged–Szabadka vasútvonal terveit.

### Építés ínségmunkásokkal

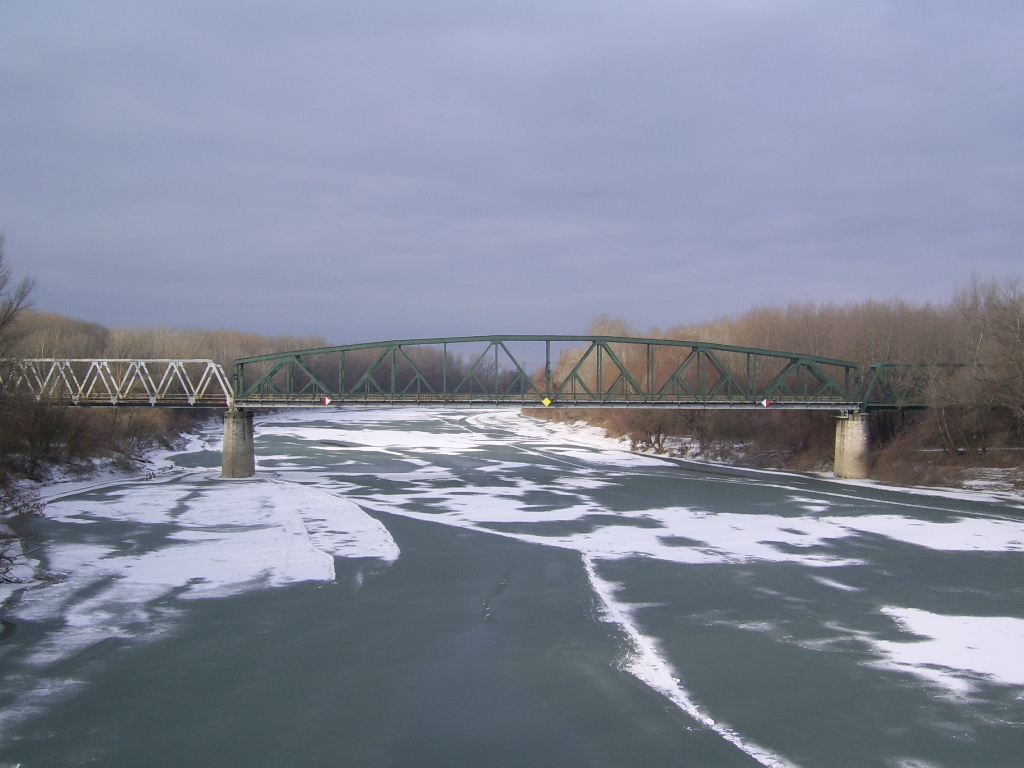
Az algyői híd

A társaság 1863. március 29-én kapta meg az előmunkálati engedélyt a vasútépítésre. Az engedély Nagyvárad–Csaba–Szeged–Szabadka útirányon át a Duna-partig vezető fővonalra, illetve ebből leágazó szárnyvonalakra szólt Baja, Szentes és Zombor vasúthálózatba kapcsolására. Az engedély alapján a vasúttársaság elkészítette a fővonal terveit, melyet az 1863. augusztus 24-én megtartott helyszíni közigazgatási bejárás is jóváhagyott.
Az 1863-as esztendő különösen aszályos volt, a mezőgazdasági munkák elmaradásával több tízezer földmunkás és napszámos került ínséges helyzetbe. Többen az árvízvédelmi töltések építésén próbáltak szerencsét, de az embertelen munkakörülmények valamint az alacsony kereset miatt tömegesen hagyták ott az építkezést. A helyzet feszültségét jellemzi, hogy a Békés vármegye főispánja lázadás kitörésétől tartott.
A Helytartótanács 1863. október 23-án engedélyezte a földmunkák megkezdését. Az állam munkanélküliség enyhítésére 750 000 osztrák értékű forint hitelt folyósított. A pénzből csak november 20-án érkezett meg 30 000 Ft, ami mindössze 800 munkás felfogadását tette lehetővé. A munka november 24-én indult Békéscsabán, majd néhány nappal később Orosháza és Hódmezővásárhely határában is elkezdődött. Azonban január elején a fagyott föld miatt a töltésépítés lehetetlenné vált, így le kellett állni vele. Március 7-én újra megindultak a földmunkák 1350 Békés vármegyei munkással. A földmunkák túlnyomó része elkészült, de a befejezésre nem volt lehetőség, ugyanis elfogyott a pénz, így július 16-án végleg beszüntették a munkát.
A vasút további sorsa kérdéses lett. 1865 nyarán elárverezték az építéshez addig használt szerszámokat és műszereket is. A töltés őrzésére 7 vasúti őrt állítottak. Mivel a vasút területét kisajátító állam adós maradt a földtulajdonosok felé kártérítéssel, előfordult, hogy a tulajdonosok elszántották a töltést – mivel adót viszont fizetniük kellett utána is. A kormány másodízben 1866-ban folyósított 800 000 Ft hitelt, amit a Szeged–Szabadka szakasz építésére fordítottak. Azonban pénzhiány miatt itt is leálltak a munkák.

### Az építkezés újrakezdése
A kiegyezés kedvező hatással volt a gazdaságra, azon belül is a vasútépítésre. Míg a kiegyezés előtti időkben a vasútépítést az osztrák kormány engedélyezte és a bécsi Kereskedelmi Minisztérium hagyta jóvá, addig 1867 után a magyar kormány döntött a vasútépítésekről.
1867-ben egy új befektetői csoport kért engedélyt az alföldi vasút megépítésére, az eddigiekhez hasonló útirányon. A társaságban részesedése volt a Magyar Általános Hitelbanknak, a Császári és Királyi Szabad Ipar és Kereskedelmi Hitelintézetnek valamint a Darmstadti Kereskedelmi és Iparbanknak. Elkerülendő két párhuzamos vonal építését a két érdekcsoport hamarosan megegyezett egymással, így megállapodtak a már elkezdett munkák folytatásában. A vasútépítés új lendületet kapott. Az egyesült társaság neve Alföld–Fiumei Vasúttársaság lett. A kormány 1867. november 13-án a társasággal új szerződést kötött. A vasút megépítését az 1868. évi VIII. törvénycikk mondta ki:

„1. § A magyar királyi közmunka- és közlekedési ministerium által az alföld-fiumei vasútnak a Nagy-Váradtól Eszékig terjedendő, s a nagyvárad-kolozsvári vaspályával egybekötendő vonalrésze, valamint az Eszékről Baranyaváron át Villányra kiágazó szárnyvonal épitésére s üzletére nézve, az e czélra egyesült vállalkozókkal 1867-ik évi november 13-án kötött szerződés előterjesztetvén, ennek alapján:
2. § Az egyetemleg kötelezett vállalkozók: névszerint a magyar hitelbank, a szab. cs. kir. ipar- és kereskedelmi hitelintézet, a darmstadti kereskedelmi és iparbank, Haber Sámuel, gróf Károlyi György, gróf Károlyi Sándor, Königswarter Móricz, báró Rothschild Anzelm, Schey Frigyes, Schnapper Antal, Schossberger S. M. és fiai, báró Sina Simon, Todesko Hermann fiai, Trefort Ágost, Wodiáner Albert és Wodiáner Móricz részére az engedély az 1. §-ban megnevezett vasutak épitésére ezennel megadatik, azon kikötéssel, hogy a munkát, a szerződés 3-ik pontjában megállapitott határidők alatt, megkezdeni és befejezni tartoznak.”

– 1868. évi VIII. törvénycikk (részlet)

Megjegyzendő, az 1870. évi XXXVIII. törvénycikk egy további, Eszék–Károlyváros szakasz építésére adott engedélyt, azonban ezt az 1877. évi XXVI. törvény visszavonta.
A vasút engedélyokmányát 1868. december 12-én adta ki a Közmunka és Közlekedésügyi Minisztérium. Az engedélyokirat tárgyalta a vasútépítés feltételeit. Az okirat előírta a kapcsolatokat más vasutakkal: Békéscsabán a Tiszavidéki Vasúttársaság aradi vonalához, Villányban a Mohács–Pécsi Vasút vonalához. Szegeden az Osztrák–Magyar Államvasút-Társaság (ÁVT) Pest–Szeged–Temesvár vonalához vágánykapcsolat kiépítését írta elő, mivel a tervek szerint a két vasúttársaságnak nem épül közös állomása. A pályára vonatkozólag legfeljebb 5 ‰-es lejtőt és legalább 2000 láb (632 méter) ívsugarat írt elő. A társaság a 30 lábnál kisebb hidakat valamint az ÁVT vonalának áthidalását kőből és vasból köteles építeni, a nagyobb hidakat – „főképp időnyerést tekintve” fából is építhetik. Engedmény volt, hogy Gombosnál Duna-híd helyett vasúti komp épülhet. Felépítmény tekintetében 36,3 kg/m súlyú, lehetőleg hazai gyártású síneket írt elő (valóban ennél kisebb, 32,5 kg-os sínekkel épült a vonal) tölgy és bükk talpfákon. A Szeged–Békéscsaba szakasz építésének befejezésére 1870. december 12-i határidőt szabták.
| Az alföldi vasút megnyitásának időpontjai Sárgával jelölve a mai 135-ös vonalra eső szakaszok | Az alföldi vasút megnyitásának időpontjai Sárgával jelölve a mai 135-ös vonalra eső szakaszok |
| Szakasz                                                                                       | Átadás időpontja                                                                              |
| --------------------------------------------------------------------------------------------- | --------------------------------------------------------------------------------------------- |
| Szeged–Szabadka–Zombor                                                                        | 1869. szeptember 11.                                                                          |
| Szeged Rókus–Szeged Nagyállomás                                                               | 1869. szeptember 11.                                                                          |
| Csaba–Hódmezővásárhely                                                                        | 1870. június 16.                                                                              |
| Hódmezővásárhely–Szeged                                                                       | 1870. november 16.                                                                            |
| Zombor–Eszék                                                                                  | 1870. december 20.                                                                            |
| Eszék–Villány                                                                                 | 1870. december 20.                                                                            |
| Csaba–Nagyvárad                                                                               | 1871. szeptember 14.                                                                          |

Az engedélyokirat kiadását követően azonnal megindult az építkezés. A mai 135-ös vonalat 3 szakaszban adták át. A Zombor–Szabadka–Szeged vonalrésszel együtt épült meg Szeged-Rókus állomás és azt a mai nagyállomással (akkori ÁVT-pályaudvar) összekötő 3 kilométeres vonalszakasz, melyet az engedélyokirat írt elő. Ma ez az összekötő vágány számít a 135-ös vasútvonal kezdetének, mivel a régen Szeged–Rókus állomásról egyenesen Szabadkára tartó, fő iránynak számító vágánykapcsolat megszűnt. Másik két szakasza az 1870. június 16-án átadott Csaba-Hódmezővásárhely szakasz és a november 16-án átadott Szeged-Hódmezővásárhely szakasz az algyői híddal.
Elkészültekor az Alföld–Fiumei Vasút teljes vonalhálózata 393 km-t tett ki.

### Az elkészült vasútvonal
A vasútvonal síkvidéki jellegű, hosszú egyenes szakaszok és nagy ívek jellemzik – az előírt 2000 láb (632 méter) ívsugárnál jóval nagyobbak is előfordulnak. A pálya lejtése 5‰-en belül maradt. Átlagos töltésmagassága 1,5 méter volt, magasabb töltésre csak az algyői Tisza-hídnál volt szükség, itt 9,4 m magas töltés épült. A felépítmény ágyazata változóan homok vagy bányakavics volt, a síneket tölgy vagy bükk talpfákra fektették. A sínek 5,5 méter hosszú "b" jelű 32,5 kg/m tömegű vassínek voltak.
A legfontosabb műtárgy az Algyői Tisza-híd volt. Az első tervek szerint fahidat épített volna ide a vasúttársaság, azonban kiderült, hogy a mederviszonyok ezt nem teszik lehetővé. Emiatt kőpillérek és vasszerkezet mellett döntöttek, viszont a mederhídhoz csatlakozó átéri hidak fából épültek. Ez a megoldás három évtizedig állta a helyét, a MÁV 1902-ben átépítette a hidat.
A vasúttársaság teljes vonalhosszán több mint 300 épületet épített, melyek között 26 felvételi épület, 52 raktár, 3 szertár, 5 mozdonyszín, 12 vízház és 223 őrház volt. A legnagyobb felvételi épület a szeged-rókusi állomásépület volt. A pálya mentén végig két távközlési vezetéket szereltek fel, távírda és a jelzések számára. Távközlési célokra Teirich- és Leopolder-féle távírókészüléket és harangművet használtak.

### Az AFVT kezelésében
| Vonatok száma az AFVT vonalán | Vonatok száma az AFVT vonalán | Vonatok száma az AFVT vonalán | Vonatok száma az AFVT vonalán |
| Vonatnem                      | 1873                          | 1877                          | 1882                          |
| ----------------------------- | ----------------------------- | ----------------------------- | ----------------------------- |
| Személy                       | 0                             | 1580                          | 2761                          |
| Vegyes                        | 3859                          | 4391                          | 4555                          |
| Teher                         | 102                           | 641                           | 4449                          |
| Összes vonat                  | 4621                          | 6717                          | 12572                         |

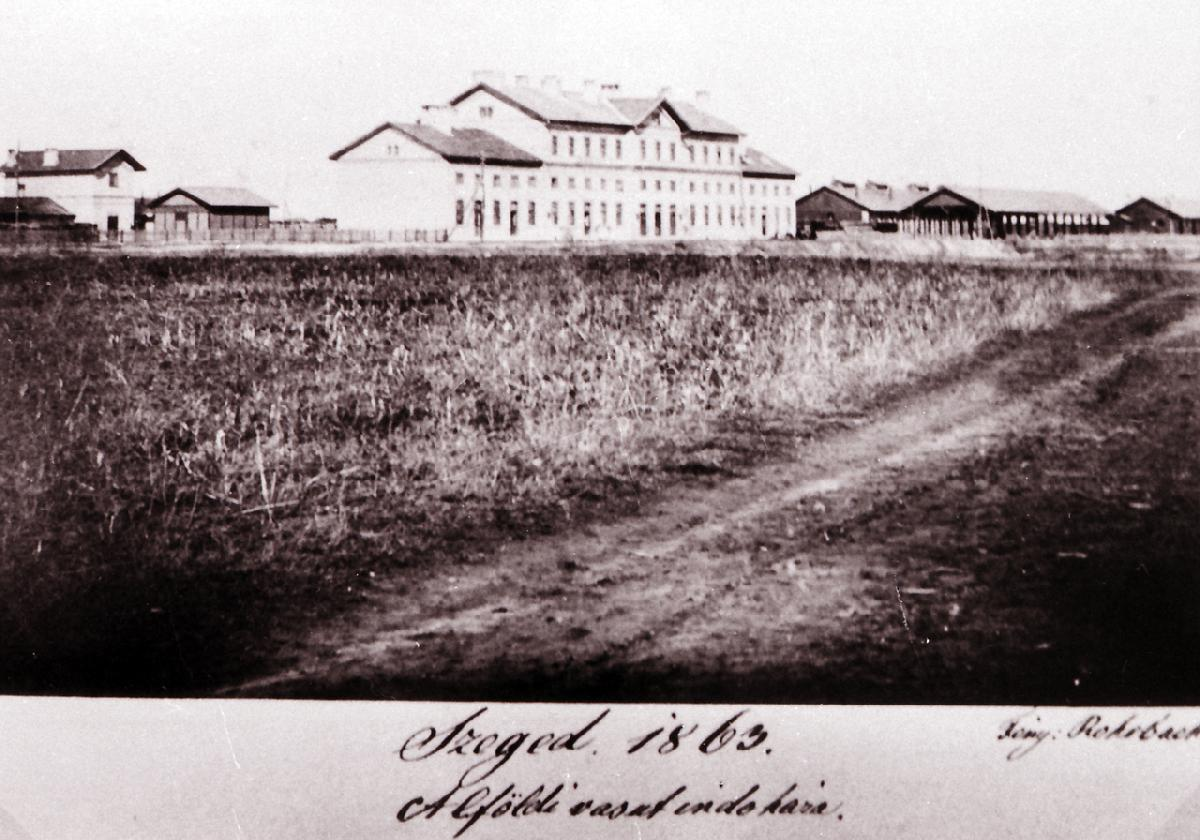
Szeged-Rókus pályaudvar a vasút megnyitása után. A képre írt dátum hibás, leghamarabb 1869-ben készülhetett.

A vasútvonal 1884-es államosításáig az AFVT tulajdona volt. A vonal forgalmát kezdetben a teher- és személyszállító kocsikat egyaránt tartalmazó vegyesvonatok jellemezték, de hamarosan kettévált a személy- és teherszállítás. A forgalom a megnyitástól kezdve jelentősen nőtt, 1873-ban összesen 4621 vonat közlekedett, míg 9 évvel később 1882-ben már 12572. 1871-ben 700 000 polgári utas vette igénybe az AFVT vonatait, míg 1883-ra ez a szám 1 000 000-ra emelkedett. Az elszállított katonák száma kezdetben 20-30 000 fő körül mozgott, ami a balkáni események (Bosznia megszállása) miatt jelentősen megugrott 1878-tól kezdve (70-170 000 fő/év).
Személyszállító vonatokon az utasok részére négy különböző osztály állt rendelkezésre, legtöbbjük (70%) a negyedosztályt vette igénybe. A legnagyobb személyforgalma Szeged-Rókusnak volt (évi 90-130 ezer fő), Csaba, Gyula, Hódmezővásárhely és Szabadka állomások forgalma 50-70 000 főt tett ki évente. Az 1873. évi menetrend szerint naponta egy pár személyszállító vonat közlekedett a vonal teljes hosszán, a 346 km-es (korabeli jelöléssel 45,5 magyar mérföldes) Nagyvárad–Eszék távolságot 17 óra 35 perc alatt tette meg, amiből 11 óra 5 perc volt a tiszta menetidő, 6 óra 30 perc a tartózkodás. Ezen a vonatpáron kívül közlekedett napi 1-1 pár Nagyvárad–Szeged illetve Szeged–Eszék vonat, illetve egy pár Szeged–Hódmezővásárhely vonat. Személykocsiból kezdetben 25 állt a társaság rendelkezésére, ami 1879-re 80-ra emelkedett. Ezek között volt 15 vegyes I.-II. osztályú 9+16 ülőhellyel, 10 II. osztályú 28 ülőhellyel, 33 III. osztályú 50 ülőhellyel és 10 IV. osztályú.
A teherforgalom 1871-ben 305 ezer tonna volt, ami az 1880-as évekre 600 000 tonna fölé emelkedett. A vonalon főként mezőgazdasági termékeket, élőállatokat, építőanyagot és fát fuvaroztak. Az államosítás idején 38 mozdony és 676 teher-és személykocsi látta el a forgalmat. A mozdonyok azonos típusúak voltak 1B tengelyelrendezéssel. 18 darab a müncheni Maffei, 10 a müncheni Krauss, 10 a bécsi Sigl gyárban készült. Legnagyobb sebességük 55 km/h volt, tengelyterhelésük tengelyenként 9,25, 11 és 10,75 tonna volt. Államosításkor a MÁV-nál a II. m. osztályban 801-838 pályaszámon futottak, később a 237-es sorozatba sorolták őket. A teherkocsi-állomány több mint fele, 363 db fedett teherkocsi volt, 162 db nyitott, emellett volt még 59 db állat-, 23 szálfa- és 69 szénszállító vagon. Több esetben bérelt teherkocsikat is használt a társaság.
A vasútvonal jelentős károkat szenvedett az 1879-es szegedi nagy tiszai árvízben. A vasúti töltésnek fontos feladata volt Szeged védelmében, mivel északról védte a várost. A társaság felkészült az árvízre, a vasúti töltést a legveszélyeztetettebb Algyő–Rókus szakaszon megerősítették, az átereszeket eltorlaszolták. 1879. március 5-én Algyőtől mintegy 10 km-re északra Petresnél átszakadt a gát, és a víz megindult Szeged felé. Március 6-án átszakadt a második védelmi vonal, a sövényházi töltés, így a várost már csak a vasúti töltés védte. Március 7-én éjjel 2 óra 30 perckor a vasúti töltés átszakadt Algyő közelében. A rókusi töltés két napig tudta még védeni a várost, mígnem március 9-én este 10 órakor a pályaudvar legkülső váltójától 150 méterre Hódmezővásárhely felé átszakadt az is. A szakadás egy óra alatt kilométeresre bővült, a víz elöntötte a várost. A vasúttársaság kárát a helyreállítás költségén túl a kiesett forgalom is növelte: a vonatok 20 hétig nem közlekedtek Szeged és Hódmezővásárhely között, és mintegy 8 hétig Szeged és Szabadka között sem. Az árvíz utáni helyreállításkor a töltés szintjét 1,5 méterrel megemelték a Tisza árterében.

## Forgalom
A vonalon 2007. december 9. óta ütemes menetrend van érvényben. Óránként felváltva közlekedtek sebes és személyvonatok. Emiatt Kakasszék és Kopáncs megállóhelyen többet nem állnak meg a vonatok, és az IP szerelvények is eltűntek a vonalról. Helyettük léteztek az InterRégió vonatok, de az ütemes menetrend miatt az IP vonatokhoz képest hosszabb ezek menetideje a keresztezések miatt.
Békéscsaba, Orosháza és Hódmezővásárhelyi Népkert fontos átszállóállomások.
Napjainkban már csak személyvonatok közlekednek a vonalon. A személyvonatokat a  MÁV M41 mozdonyai vontatják, kettő, vagy három Fecske kocsiból állnak. (lásd: Bhv#„Posta” Bhv-k és történetük) Esetenként hidegen vontatva MÁV V43 sorozatú mozdonyt is továbbítanak a vonatok.
A vonalon zömében a MÁV M41 sorozatú dízelmozdonyai által vontatott kettő Bhv és By kocsiból álló sebesvonatok, személyvonatként pedig Bzmot motorkocsik közlekedtek a 2009/2010-es menetrendváltás óta, azelőtt pár évig a Bpmot motorvonatok (becenevükön: Uzsgyi) voltak az egyeduralkodók. Érkezésük előtt MDmot típusú motorvonatok és M41-es mozdony vontatta vonatok voltak jellemzőek. Régebben közlekedtek erre InterPici vonatok is.
A gőzkorszak után először Bbmot és ABbmot vontatta szerelvények jártak erre, utána jöttek a MÁV M40-es sorozatú mozdonyai, amelyek az MDmot-ok és az M41-es mozdonyok érkezéséig uralkodtak a vonalon. 2020. november 16. óta az Usgyik helyett ismét a Békéscsabára állomásított M41-es mozdonyok vették át a személyszállító vonatok továbbításának feladatát, szerelvényenként általában két szolnoki honállomású Fecske Bhv személykocsit vontatva.

## Fejlesztési tervek

### Villamosítás
A vasút-villamos projekthez kapcsolódóan elkezdődött a vonal villamosításának tervezése is. A Szeged–Békéscsaba–Gyula közötti villamosítási munkákat külön projektben tervezték, azonban 2016-ra a projekt kérdésessé vált az időbeli csúszás és a túlzott költségek miatt. A beruházás dízelüzemben valósul meg, a villamosítás távlati tervként szerepel csak, a vasút-villamos üzem esetleges bővítése esetén.

### Szeged-Békéscsaba szakasz felújítása
2020 decemberében jelentették be, hogy 65 km-en hosszan megújul a pálya, amelynek keretében Orosháza és Békéscsaba között a megengedett sebesség 120 km/h-ra kerül felemelésre, míg másutt hézagmentes pályával a 80 km/h sebesség kerül biztosításra. A szükséges engedélyezési és kiviteli terveket a Infraplan Vasút- és Úttervező Zrt., a FŐMTERV Mérnöki Tervező Zrt. és a Kontúr Csoport Tervező, Építtető, Kivitelező Kereskedelmi Kft. Konzorciuma készítheti el. Szeged vasútállomás, Telekgerendás vasútállomás és Kútvölgy vasútállomásokon áttervezik az utasperonokat. A hódmezővásárhelyi állomáson új üzemi épületet létesítenek a régi elbontása után. Felújítják a vonal környékén az érintett utakat és közműveket, modern központi forgalomirányítást lehetővé biztosítóberendezés létesül. Orosháza állomáson a peronokat kiszolgáló aluljáró is létesül.

## A pálya

### Az eredeti pálya
A vonal építésekor 5,5 méter hosszú 32,5 kg/m tömegű "b" jelű vassíneket fektettek le. A sínek alá vágánymezőnként 6 talpfa került 0,92 m-es aljtávolsággal, anyaguk változóan bükk vagy tölgy volt. Az ágyazat nagyrészt homok, kisebb részt bányakavics volt.
A pályafenntartás a kezdetektől fogva költséges volt a felépítményi anyagok gyors elhasználódása miatt. A bükk talpfák minősége gyenge volt annak ellenére is, hogy a tölgy talpfákkal ellentétben telítve voltak. A vasútvonal működésének első három évében már ki kellett cserélni a talpfák 11,6%-át, az ezt követő nyolc évben már évente cseréltek 10,3%-ot átlagosan. Az államosítás előtti utolsó év végéig az eredeti talpfák 95%-át kicserélték. A síncserék aránya kisebb volt, államosításig az eredeti sínek 10%-át cserélték ki.

### A MÁV kezelésében
A MÁV 1895-ben kezdte el a sínek tömeges cseréjét, a "b" rendszerű vassínek helyére "c" rendszerű acélsínek kerültek. A "c" sínek kétféle változatát is beépítették, a régebbi szabvány szerintiek 33,25 kg/m tömegűek és 7, 7,5 illetve 8 méter hosszúak, míg az újabb szabvány szerintiek 34,5 kg/m tömegűek és 9–12 méter hosszúak voltak. A vassínek 1905-re már csak állomási mellékvágányokban maradtak meg. 1913-ban Szeged és Szeged-Rókus közé 33 kg/m súlyú "r" jelű sínek kerültek.
A két világháború között csak korlátozott felújítási munkák folytak. 1927-ben megjelentek a vonalon az első lágyvasbetétes betonaljak, amelyeket kísérleti jelleggel építették be. 900 db került Hódmezővásárhely és Kútvölgy közé, míg 380 db Vásárhelykutas (ma Székkutas) állomás II. és III. vágányába. Az ágyazatot folyamatosan zúzottkőre cserélték. A régi "c" síneket az 1940-es évek elejére végig kicserélték újabb szabvány szerintiekre. 1945-ben a felépítmény végig 34,5 kg-os "c" sínekből állt, 1912 és 1926–33-as gyártási évszámokkal. A sínek 40%-a 16 méteresre volt hegesztve, a többi 12 méteres volt. A 16 méteres sínmezők alá 22 talpfa került.
A betonaljak szórványos beépítése később is folytatódott: 1950-59 között lágyvasbetétes B és U, valamint előfeszített E jelű aljakat építettek be állomási vonatfogadó vágányokba, szórványosan a nyíltvonalba is. Gondot okozott az alépítmény állapotának leromlása is, jellemzővé vált az ágyazat elsarasodása és a vízzsákok kialakulása. 1955 és 1956 között Kopáncs és Algyő között megcsúszás miatt 1,4 km hosszban kicserélték a töltés anyagát. Az 1960-as évek végén a tengelyterhelés 16-17 tonna, az engedélyezett sebesség 60–65 km/h volt.

### Az átépítés kezdete
Az 1970-es évekre egyre szükségesebbé vált a vonal átépítése. A forgalom növekedésével nem tudott megbirkózni a rossz minőségű alépítmény és a gyenge felépítmény, egyre gyakoribbá váltak a sebességkorlátozások. Az átépítési terveket 1969-70-ben készítette el a MÁV Tervező Intézet, melyet a IV. ötéves tervben szándékoztak végrehajtani 1971 és 1975 között. A tervezett sebesség 120 km/h, a tengelyterhelés 23 tonna volt, felépítmény 50 cm-es zúzottkő ágyazaton fekvő hézagmentesített 48 kg-os sínekből állt volna, Lx betonaljakkal. Az állomásokat 150 tengely befogadóképességűre hosszabbították volna meg, és emelt peronokat kaptak volna.
Az átépítés 1974-ben kezdődött, de csak a Szeged-Szeged-Rókus szakasz épült át 3750 méter hosszban a IV. ötéves terv alatt. Használatbavételi engedélyét 1975. június 5-én adta ki a minisztérium, az engedélyezett sebességet 90 km/h-ban szabták meg. 1975 és 1977 között épült át a Szeged-Rókus–-Hódmezővásárhelyi Népkert szakasz (valamint még Népkerttől tovább Hódmezővásárhely irányába 700 méternyi vágány). Az átépítés a terveknek megfelelően 48-as sínekkel és Lx betonaljakkal folyt, 60 cm-es aljtávolsággal. Teljesen korszerűsítették Algyő és Kopáncs állomásokat, mindkét állomás burkolt emelt peront kapott. A két állomás között gondot jelentett a rossz minőségű töltés, így újat építettek a régivel párhuzamosan, attól mintegy 3 méterre. A vágányépítési munkák így nem zavarták a forgalmat. A szakaszon található legfontosabb műtárgy, az Algyői vasúti Tisza-híd átépítését 1973-ban kezdték meg és 1976. december 8-án adták át a forgalomnak. A Szeged-Rókus–-Hódmezővásárhelyi Népkert szakasz kiépítési sebessége 100 km/h, engedélyezett sebessége 80 km/h lett, engedélyezett tengelyterhelése 21 tonna volt.

### Egyszerűsített átépítés
1976-tól viszont megszakadt a kezdeti lendület. A teljes értékű átépítés helyett a vonal többi része csak "egyszerűsített felépítménycsere" keretében épült át. Ez a korszerűsítés olyan formáját jelentette, ahol elsődleges célnak számított a tengelyterhelés növelése. Nem volt célja a pályasebesség növelése (bár végrehajtották ha lehetett), az állomási vágányok átépítése (az átmenő és megelőző vágányokon túl), az állomások bővítése, peronok kialakítása.
Az egyszerűsítés viszont nem jelentette a rossz állapotú töltés megtartását. Ezért Orosháza és Békéscsaba között végig új töltés épült a régivel párhuzamosan (attól 5 méterre), és erre fektették rá a vágányokat. Hódmezővásárhely és Orosháza között a régi nyomvonalon maradt a pálya, ezen korszerűsítették a felépítményt. A munkákhoz más fővonalakból kinyert 48 kg-os síneket tartalmazó 24 méter hosszú vágánymezőket használtak föl, melyeket Platov daruval fektettek le. Fektetés előtt a vágánymezőkben található rosszabb talpfákat betonaljakra cserélték, jellemzően a mezők közepére jutott 9 db új LX vagy LM jelű betonalj. A sínleerősítések végig GEO leerősítések. A síneket nem hegesztették össze. Az aljtávolság jellemzően 65 cm lett, néhol előfordul 60 és 70 cm-es távolságú szakasz is. A pálya 50 cm-es zúzottkő ágyazatot kapott, mely alá vízzáró műszaki szövetet fektettek. Az átépítés 1982-ben fejeződött be. A sebességet 80 km/h-ra, a tengelyterhelést 21 t-ra emelték.
1987-ben Hódmezővásárhelyi Népkert és Hódmezővásárhely között a töltés megcsúszott 1,2 km hosszan. Bár megpróbálták cserélni, a javítás után sem állt meg a süllyedése, ezért 40 km/h-s lassújelet vezettek be a szakaszon, ami máig érvényben van.

### Hézagmentesítési munkák
Az egyszerűsített átépítésben részesült pályarészek felépítménye az évek során elhasználódott. A fő gondot a már eleve használtan beépített talpfák állaga jelentette, de megjelentek ultrahangos sínhibák és előfordultak síntörések is. Az 1990-es évek közepétől megjelentek a 60-as lassújelek, évente változó hosszban és helyen. A 2000-es évek során Orosháza és Csorvás között alakult ki egybefüggő, hosszú 60 km/h-s lassújel.
Ezért elkezdték Békéscsaba felől az aljak cseréjét betonaljakra, valamint a vágányok hézagmentesítését. 2002 körül épült át a békéscsabai delta, majd miután 2004. január 1-jével a Békéscsabai Pályafenntartási Főnökséghez került a teljes nyíltvonal is, Békéscsabától kiindulva elkezdték a nyíltvonal átépítését évente változó hosszban, 2-3 kilométert haladva. A hézagmentesítés során az aljakat mindenhol betonaljra cserélik, a síneket szakaszonként változóan hegesztett 48 illetve 54 kg-os sínekre. A beépített anyagok a 120-as vonal felújításából származó vissznyereményi anyagok. A 135-ös vonalból kikerült felépítményi anyagokat a 128-as vonalba építették be Vésztő és Okány közé. 2014 augusztusára készült el teljesen a Békéscsaba–Orosháza szakasz hézagmentesítése. Orosháza állomás 3. számú kitérőjét is kicserélték egy használt vasbetonaljasra, ez az első kitérője a vonalnak Csorvás felől.
Az Orosháza-Hódmezővásárhely közötti szakaszon a nyílt vonalon illesztéses maradt a pálya. Vasbetonalj-cserék történtek mindössze.

### Vasút-villamos építés
A vasútvonal legutóbbi jelentős átépítése a Szeged-Rókus (kiz.) és Hódmezővásárhelyi Népkert (bez.) szakaszon 2018-2021 között történt meg a Szeged–Hódmezővásárhely vasút-villamos megépítéséhez kapcsolódóan. A beruházás tervezésekor nyilvánvalóvá vált, hogy az optimális járatsűrűséghez szükséges a pályasebesség 80 km/h-ról 100 km/h-ra emelése, valamint szakaszosan második vágány építése Kopáncs és Sártó elágazás, valamint Baktó elágazás és Szeged-Rókus TT elágazás között. Bár az 1970-es évek elején végzett átépítés óta ez volt a legjobb állapotú szakasza a vonalnak, a 100 km/h sebesség eléréséhe teljes felépítménycserét tett szükségessé. A második vágány kiépítéséhez jelentős hosszban az alépítmény megerősítés és szélesítés történt. A vonalszakasz végig új 54 kg/m-es síneket és vasbetonaljakat kapott SKL-14-es Sínleerősítéssel, szintén új zúzottkő ágyazatra fektetve. (Eredetileg a 40a és 100-as vonalak rekonstrukciója során kibontott használt sínszálak beépítését tervezték, amelyek 2018-ban be is épültek Hódmezővásárhelyi Népkert és Algyő közé, azonban 2019-ben inkább új síneket rendeltek az érintett vonalszakaszra.) A munkák során teljesen átépültek az érintett állomások is:
- A korábban csak vonali elágazásnak és megállóhelynek számító Hódmezővásárhelyi Népkert állomássá épült át.
- Kopáncs forgalmi kitérőként megmaradt, a pálya átépítésével együtt elbontották az utasperont. (Itt korábban sem álltak meg a vonatok.)
- Algyő utasperonja át lett helyezve a könnyebb megközelíthetőség érdekében. A Hódmezővásárhely felőli állomásfej elhúzásával a Tisza-híd irányába az állomás kitérőhossza 2 km-re nő az átépítés után. A gyorsabb keresztezés érdekében 80 km/h-val járható kitérők épülnek be. Az átépítés után Algyő vágánytengely-ugrásos állomás lett.

A Tram-Train üzemében részt vevő állomások és az újonnan létesült elágazóhelyek (Szeged-Rókus Tram-Train elágazás, Baktó elágazás, Sártó elágazás) mind új elektronikus biztosítóberendezést kaptak és távvezéreltek lettek. Szeged-Rókus állomást a Tram-Train vonal és az átépítés nem érintette, innen Baktó irányába az új második vágány sem lett bekötve, így azt csak a villamosok használhatják. A projekt kivitelezése miatt elrendelt (személyszállító vonatokra vonatkozó) vágányzár 2018. április 4-én kezdődött és 2021. február 22-ig tartott.

## Egykori kapcsolódó kisvasutak

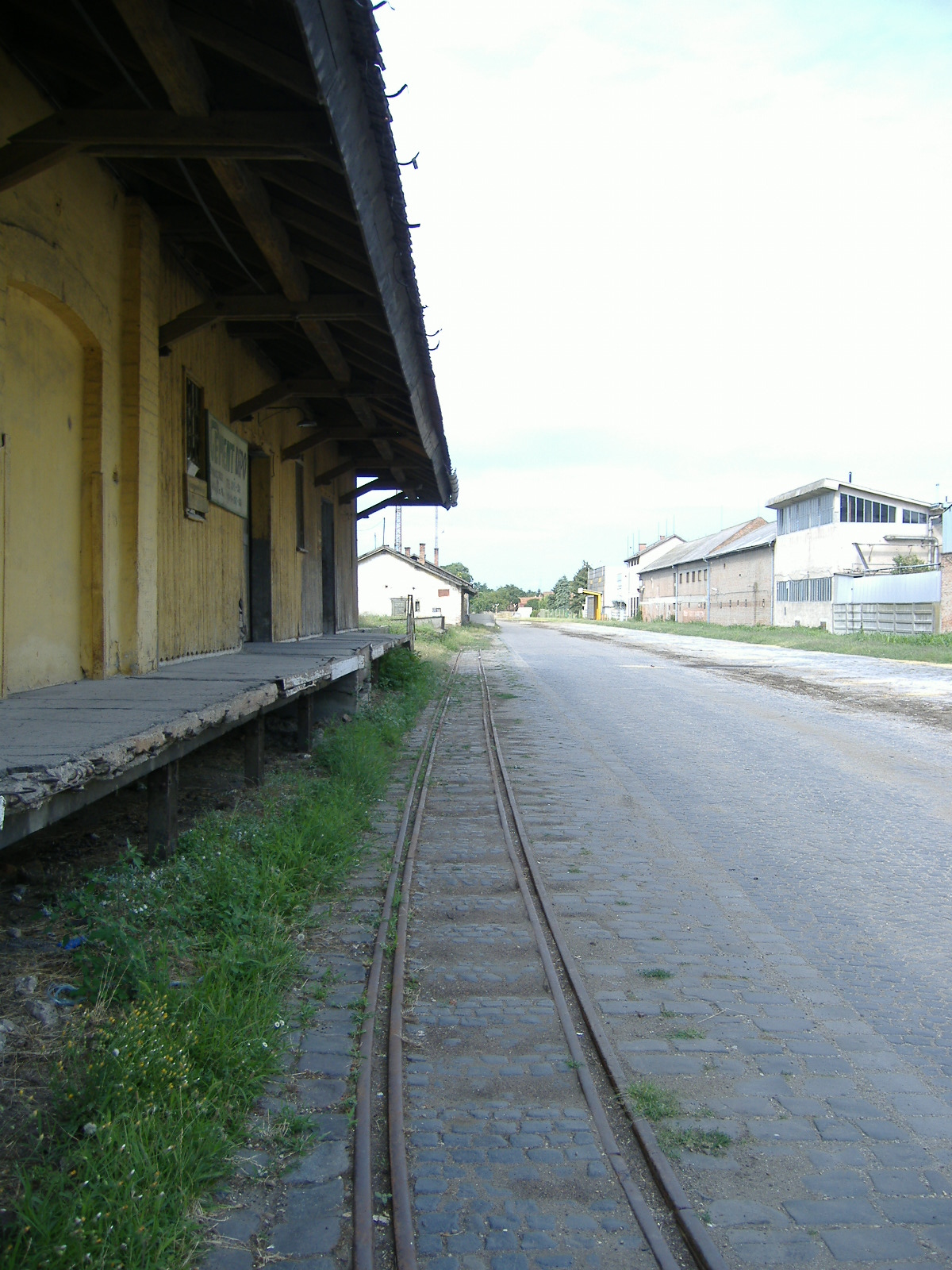
Az Alföldi Kisvasút megmaradt vágánya Orosháza állomás raktára mellett

A vasútvonalhoz több kisvasút csatlakozott. Ezeket általában mezőgazdasági teherszállítás céljából építették a környező uradalmak, földbirtokosok, mivel az olcsón kiépíthető keskeny nyomközű vonalak jobban feltárták a birtok területét mint a nagyvasúti vonalak, a piac könnyebb elérésével jövedelmezőbbé vált a termelés. Személyforgalom csak elvétve volt rajtuk. A kisvasutaknak ráhordó szerepük volt, megépülésük a nagyvasúti vonal számára is hasznot hozott a megnövekedett áruforgalom miatt. A gazdasági vasutak végzetét az 1968-as közlekedéspolitikai koncepció jelentette, amely a kimondta felszámolásukat, valamint a nagyvasúti rakodóhelyek körzetesítését. A koncepció értelmében az egykori kisvasutak forgalma közúton érkezett volna a kijelölt körzeti vasúti rakodóhelyre. Ez gyakran a forgalom teljes közútra terelődésével járt, melyből a nagyvasút sem részesedett.

### Alföldi Kisvasút
Az Alföldi Kisvasút egy egész Békés megyét behálózó kisvasúti hálózat volt. Orosházán és Békéscsabán csatlakozott a nagyvasúti vonalhoz. Működését Alföldi Első Gazdasági Vasút néven kezdte meg, az Aradi és Csanádi Egyesült Vasutak (ACSEV) leányvállalataként. Első vonala Mezőkovácsháza és Kupapuszta között épült 1894-ben. A Mezőkovácsháza és Békéscsaba közötti szakaszt 1899-ben adták át, ezen a vonalon a személyszállítás is megindult. A vasúthálózat néhány éven belül elérte Békést, Vésztőt, Tótkomlóst. A kisvasút mindenhol a települések utcáin haladt, Békéscsabán a helyi személyforgalmat bonyolított. A világháború után is folytatódott a terjeszkedés: 1925-ben elérte a vasút Orosházát, egy év múlva Gyopárosfürdőt. A hálózat 1945-ben a MÁV kezelésébe került, és felvette a MÁV Alföldi Kisvasút (MÁV AK) nevet. Az 1950-es években még történtek fejlesztések, de az 1960-as években megkezdődött a hálózat erőltetett felszámolása. 1962-ben megszűnt a forgalom Békéscsaba és Vésztő között. Az 1968-as közlekedéspolitikai koncepció kimondta az egész hálózat felszámolását. 1971-ben szűnt meg az utolsónak megmaradt Békéssámson-Békéscsaba szakasz. A Vasúti Tudományos Kutatóintézet felmérése alapján a pályán a forgalom 1985-ig felújítás nélkül fenntartható lett volna. A kisvasútnak több emléke is megmaradt, elsősorban épületek, útátjárók formájában. Orosházán a MÁV állomáshoz tartozó raktár mellett megmaradt az AK raktári vágánya több tíz méter hosszban, kockakőbe ágyazva.

### Algyői Gazdasági Vasút
A vasutat a Pallavicini-uradalom építtette, melynek kiterjedt földbirtokai voltak Csongrád megyében. Az 1925-ben átadott vasúthálózat főleg cukorrépa szállítására épült, 41 kilométeres hosszával eljutott az uradalom fő majorjaiba. Algyő állomáson magasrakodó épült a cukorrépa könnyű átrakására. A vasút Algyőről észak felé indult, fő vonalának vége a pusztaszeri majorban ért véget, szárnyvonalak ágaztak le a levelényi és pecsorai majorokba. A cukorrépa betakarításakor repülővágányokat fektettek a betakarítandó földekre, amelyeket a munka végeztével fel is szedtek. A forgalmat kezdetben két gőzmozdony és 165 db lórékocsi szolgálta.
A vasutat 1949. február 1-jével államosították. A Gazdasági Vasutak Igazgatósága 1955-ben átadta a Felgyői Állami Gazdaság részére. A gazdaság a hálózatot ritkán használta, mivel nagy része nem a területén feküdt. Ezért elhatározták a használt vonalrészek felújítását és az üzemen kívüliek bontását. 1967-ben elkezdődtek a felújítási munkák, de 1968-ban a Csongrád Megyei Tanács Végrehajtó Bizottság balesetveszélyre hivatkozva elrendelte a forgalom leállítását, és kiadta a bontási engedélyt. 1970-re a hálózat nagy részét felszedték, csak pár kilométer vágány maradt az Atka-szigeten a Hódmezővásárhelyi ÁG területén, aminek megszűnési időpontja ismeretlen. Az GV sínanyagának egy részét felhasználták a Tömörkényi Halgazdasági Vasút építésére.

### Csorvási Gazdasági Vasút
A csorvási Wenckheim-uradalom kisvasútja is a cukorrépa szállítására épült 1898-ban. A 600 mm nyomtávolságú vasút a csorvási állomásról indult a falu északi részén fekvő nagymajorba, illetve egy szárnyvonal vezetett a kismajorba. A vonalon lóvontatás volt, a teherforgalmat 30 db lórékocsi szolgálta. A vonalak hossza 9,5 km volt, de a betakarításhoz itt is használtak repülővágányokat. A cukorrépatermelés az 1897-es 20 000 mázsáról 1901-re 46 000, 1913-re 93 000 mázsára nőtt, de a vasút ezen kívül gabonát, trágyát és építőanyagot is szállított, alkalmanként személyszállításra is igénybe vették. A két világháború között további szárnyvonalak épültek a környező majorokba, a vasúthoz több környékbeli földbirtokos is csatlakozott. A hálózat 1949-es államosításakor 21,5 km fővágányt és 1,9 km mellékvágányt írtak össze. Az 1950. január 1-jétől a vasút a Békéscsabai Gazdasági Vasutak felügyelete alá került, majd később a Csorvási Állami Gazdaság kapta meg és üzemeltette az 1960-as – 1970-es évek fordulójáig. A GV egy szakasza, a petőfipusztai (volt nagymajor) belső vágányhálózat az 1980-as évek végéig használatban volt.

### A nagymágocsi uradalom vasútja
Az 1890-es évek végén a nagymágocsi Károlyi-uradalom szeretett volna bekapcsolódni a vasúti szállításba a piacok könnyebb elérhetősége miatt. Az uradalom választása a Szeged–Békéscsaba vonalra esett a közelsége miatt. A nagyvasút 1284-88 szelvényei közt rakodóvágányt létesítettek, ahonnan kiindulva kisvasutat építettek északnyugati irányban Nagymágocs felé. Az 1899-ben elkészült 600 mm nyomtávolságú vonal 13,1 km hosszú volt. 7 kg/m-es sínekből épült, engedélyezett sebessége 10 km/h volt. A Fábiánsebestyén–Árpádhalom-vasútvonal 1906-os megépültével jelentőségét vesztette, mivel az új nagyvasúti vonal kedvezőbb útirányt kínált az uradalom számára. Hamarosan errefelé is kiépült a kisvasúti vágánykapcsolat. A pusztakakasszéki kisvasúti vonalat 1928-ban felszedték, anyagát az uradalom más vonalaiba építették. A többi vonal a II. világháború után a Nagymágocsi Állami Gazdaság tulajdonában üzemelt tovább az 1960-as évek elejéig. Pusztakakasszék nagyvasúti rakodót 1913-ban az uradalom eladta gróf Zelénszki Róbertnek, majd a MÁV 1933-ban elbontotta a bérlet lejártával. Pusztakakasszék megállóhely nevét a II. világháború alatt Pósahalomra változtatták, 1978. május 28-áig álltak meg itt vonatok.

## Érdekességek
A vasútvonal bejárható virtuálisan a Microsoft Train Simulator játékkal is, ha letöltjük az Alföld nevű magyar kiegészítőt hozzá.

## Források

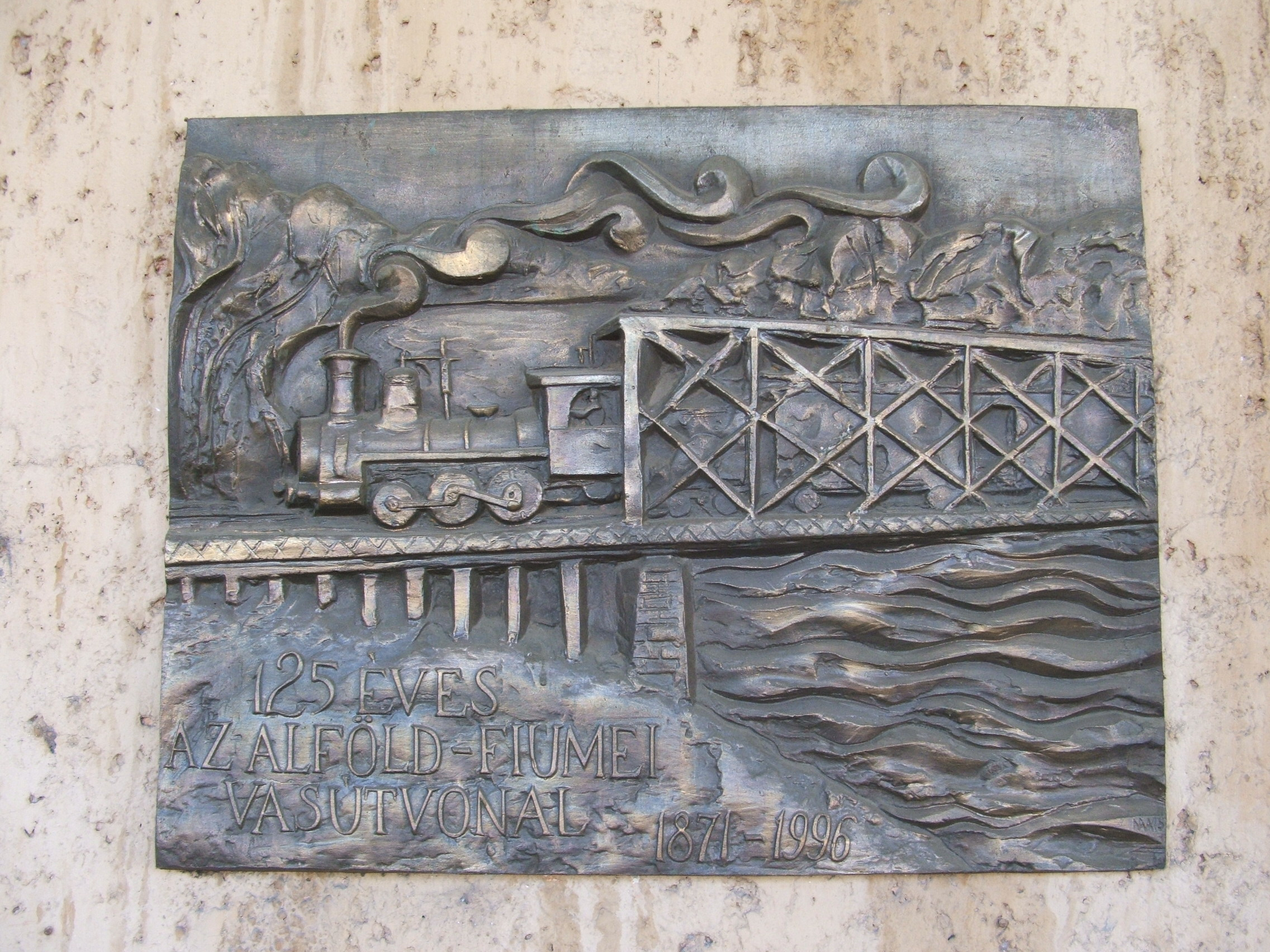
A vasút építésének 125. évfordulójára állított emléktábla Békéscsaba állomáson